# Ségur de la santé
Pour les articles homonymes, voir Ségur (homonymie).
Le Ségur de la santé est une consultation des acteurs du système de soins français qui se déroule du 25 mai 2020 au 10 juillet 2020.
Il fait suite au constat établi par le président de la république Emmanuel Macron en mai 2020 sur le plan « Ma santé 2022 », selon lui une « erreur de stratégie », avec une loi qui « ne portait pas assez de sens » et avait « un rapport au temps et une ampleur qui n'étaient pas du tout suffisants par rapport à l'état où était l'hôpital ». En réaction, le ministre des Solidarités et de la Santé, Olivier Véran annonce le 17 mai 2020,,  une « grande réunion multilatérale des partenaires sociaux au ministère », et présenter un plan « cet été, pour traduire tout ce qui peut l'être dans le prochain budget de la sécurité sociale »,,.

## Dénomination
L'origine du nom « Ségur » est l'adresse du ministère de la Santé, avenue de Ségur à Paris (en réalité son adresse officielle est dans une avenue perpendiculaire au 14 Avenue Duquesne), par analogie avec le Grenelle du ministère du Travail de mai 1968 et le Grenelle de l'environnement.

## Fonctionnement

### L'organisation
Le Ségur de la santé est un cycle de consultations, reposant sur, :
- des concertations nationales à travers un comité Ségur national et un groupe de travail spécifique sur la question des carrières et des rémunérations ;
- des retours d'expérience dans les territoires ;
- Une consultation en ligne pour recueillir les témoignages des professionnels de santé.

Le Ségur de la santé doit également prendre en compte les travaux issus de la consultation citoyenne sur l'hôpital lancée par le Conseil économique, social et environnemental
L'ancienne dirigeante de la CFDT, Nicole Notat, est choisie pour coordonner et animer le Ségur de la Santé.

### Les thèmes de la consultation
Quatre thèmes ont été définis:
1. Premier pilier : Transformer les métiers et revaloriser ceux qui soignent
2. Deuxième pilier : Définir une nouvelle politique d'investissement et de financement au service de la qualité des soins
3. Troisième pilier : Simplifier les organisations et le quotidien des équipes de santé pour qu'ils se consacrent en priorité à leurs patients
4. Quatrième pilier : Fédérer les acteurs de la santé dans les territoires au service des usagers

## Les conclusions du Ségur de la santé

### Accord sur les revalorisations salariales (1erpilier)

#### Le personnel paramédical et non soignant
Le 9 juillet 2020, les syndicats et le gouvernement se mettent d'accord sur un projet d'accord pour les revalorisations salariales pour le personnel non soignant de l'hôpital. Il prévoit notamment une revalorisation "socle" de 180 euros net mensuel pour tous les personnels hospitalier non médecins des secteurs public et privé non lucratifs (infirmiers, aides-soignants, techniciens, brancardiers, etc.). Cette hausse se fera en deux temps avec une première revalorisation de 90 euros net en septembre 2020 et une seconde, de 90 euros net également, en mars 2021.
Le projet d'accord prévoit également une hausse de 160 euros pour les personnels du secteur privé, également en deux temps.
Le 13 juillet 2020, la CFDT, UNSA et FO signent l'accord qui entre donc en vigueur. Il devra ensuite être débattu au Parlement.

#### Le personnel médical
Les syndicats de praticiens hospitaliers INPH, SNAM-HP et CMH signent l'accord qui prévoit un montant global de 450 millions d'euros de revalorisation.

#### Les internes et les externes
Les internes et les externes doivent eux bénéficier respectivement d'une enveloppe de 124 millions d'euros et de 55 millions d'euros.

### Les principales autres mesures
Le 21 juillet 2020, Nicole Notat et Olivier Véran présentent les conclusions du Ségur de la Santé et les 33 mesures retenues pour réformer le système de santé français.
L'un des objectifs est également de mettre fin au mercenariat de l'intérim médical à l'hôpital public. Cet objectif trouve en 2023 sa traduction avec la Loi Rist (loi no 2023-379 du 19 mai 2023 portant amélioration de l'accès aux soins par la confiance aux professionnels de santé).

#### Sur le financement (2epilier)
Olivier Véran a fait plusieurs annonces importantes:
- Financement de 4 000 lits "à la demande" doté d'une enveloppe de 50 millions d'euros dès l'hiver 2020-2021
- Suppression du Comité interministériel de la performance et de la modernisation de l'offre de soins hospitaliers qui sera remplacé par un Conseil national de l'investissement chargé d'examiner les projets supérieurs à 100 millions d'euros
- Réduction de la part du financement à l'activité (T2A)
- Un investissement de 6 milliards d'euros pour les EHPAD

La mise en place d'une mission de refonte de l'ONDAM a également été annoncée qui devrait aboutir à des mesures pour le PLFSS (projet de loi de financement de la Sécurité sociale) de 2022.

## Postérité
En 2022, les sénateurs font un bilan sévère du Ségur de la santé, et pour répondre au découragement des personnels, proposent — contre l'avis du gouvernement — l'instauration de ratios de patients par soignant, et de remettre en cause le principe décrié de la tarification à l'activité.
À l'approche de l'été, les services d'urgences hospitalières traversent une crise sans précédent, qui fait annoncer à Emmanuel Macron le lancement d'une « mission d'information ». Finalement, la crise est contenue et aucun tri de patients n'a lieu.